# Lago Hurón
El lago Hurón (del inglés: Lake Huron) es el segundo lago en tamaño de los cinco conocidos como Grandes Lagos, y se halla en la zona central de Norteamérica, entre Estados Unidos y Canadá. 
El lago forma parte del sistema fluvial del río San Lorenzo, el colector de los Grandes Lagos (que estaría formado por la siguiente sucesión de ríos y lagos: río North → río Saint Louis → lago Superior → río St. Marys → lago Hurón → río Sainte-Claire → lago Sainte-Claire → río Detroit → lago Erie → río Niágara → lago Ontario → río San Lorenzo → estuario de San Lorenzo).

## Geografía
Es un lago de origen tectónico.
Limita al norte y al este con la provincia de Ontario, Canadá, y al oeste con el estado de Míchigan. Recibe las aguas del lago Superior (a través del río Saint Marie) y del lago Míchigan (a través del estrecho de Mackinac), y vierte las suyas en el lago Erie (a través del río Saint Clair, el lago del mismo nombre, y el río Detroit). El lago ocupa un área, incluyendo la bahía Georgian y la bahía de Saginaw, de 59.570 km², de los que 36.001 km² pertenecen a Canadá. La cuenca del lago ocupa una superficie de 134.000 km². Tiene una longitud máxima de 332 km, y una anchura máxima de 245 km. La profundidad máxima es de 229 metros. Su superficie está situada a 176 metros sobre el nivel del mar.

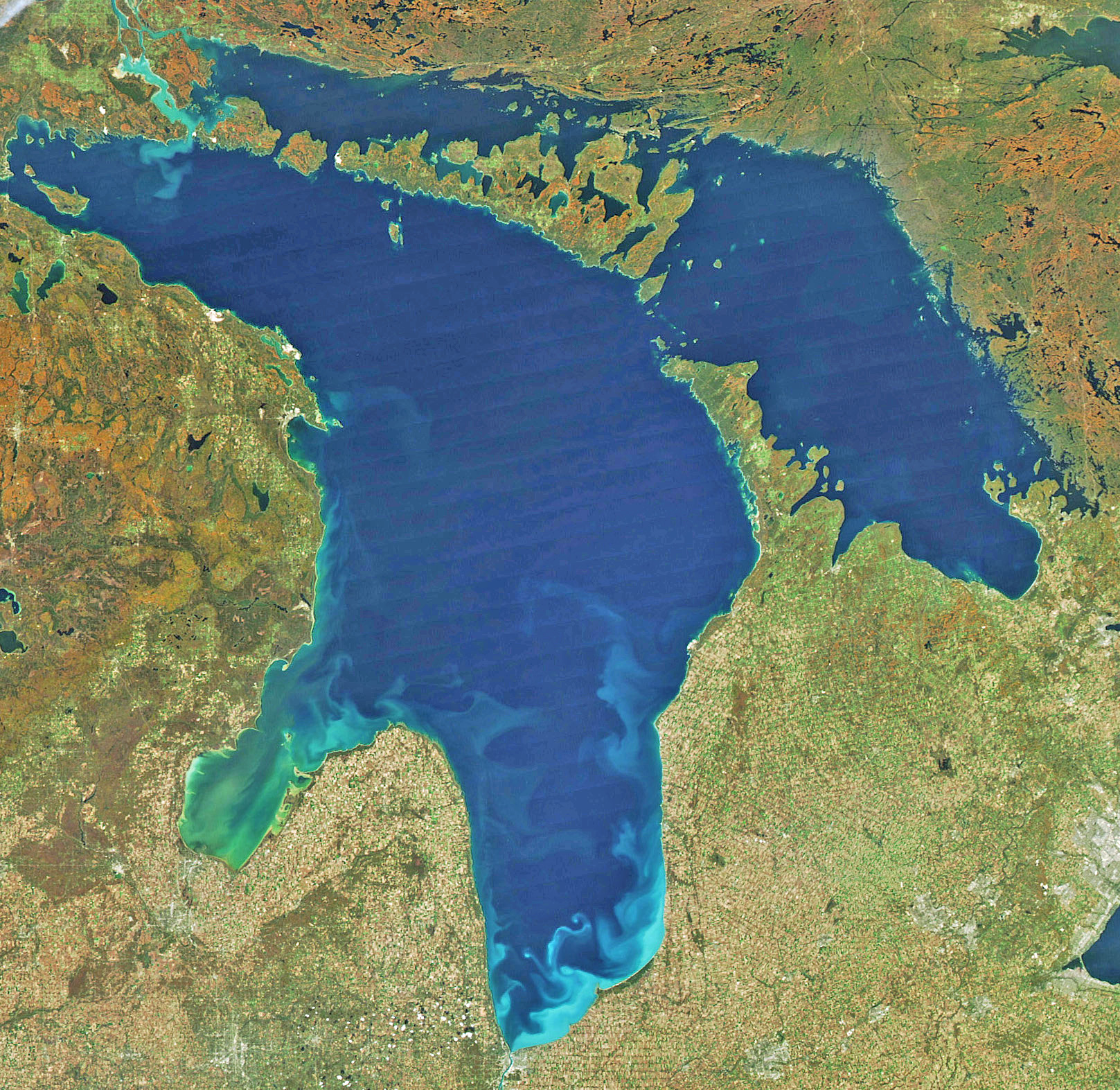
Vista de satélite del lago

El lago Hurón está sembrado de islas, la mayor parte de ellas en el norte, dentro de los límites fronterizos de Canadá. La isla Manitoulin, con 2.766 km² de superficie, es la isla más grande del mundo en un lago de agua dulce. En el lago abunda la pesca, aunque la población de las especies más comerciales, como el pescado blanco y la trucha, han sufrido un drástico descenso desde la década de 1960, fundamentalmente a causa de los estragos causados por la proliferación de una clase de lamprea. La actividad pesquera con fines comerciales empezó a recuperarse a mediados de la década de 1970 gracias a los programas del gobierno para la reducción del número de estos depredadores.
El lago Hurón soporta un intenso tráfico de embarcaciones, especialmente de lakers, un tipo de embarcación larga y estrecha usada para el transporte de hierro desde la región del Lago Superior a las ciudades portuarias del lago Erie. Desde mediados de diciembre hasta principios de abril, el hielo impide la navegación en sus aguas. Los principales puertos del lago son: Midland, Collingwood, Goderich y Sarnia, en Ontario, y Port Huron, Bay City, Alpena, Rogers City y Cheboygan, en Míchigan.

## Geología

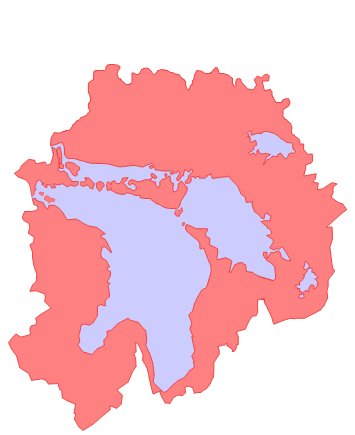
Cuenca del lago Hurón.

El lago Hurón tiene la mayor longitud de línea de costa de todos los Grandes Lagos, contando sus 30.000 islas. Está separado del lago Míchigan, que se encuentra al mismo nivel, por el Estrecho de Mackinac de 8 km de largo y 37 m de profundidad, haciéndolos hidrológicamente el mismo cuerpo de agua (a veces llamado Lago Míchigan-Huron y, a veces descrito como dos "lóbulos del mismo lago"). En conjunto, el lago Hurón-Míchigan, con una superficie de 45 300 millas cuadradas (117 327 km²), "es técnicamente el lago de agua dulce más grande del mundo". El lago Superior, con una elevación de 21 pies, desagua en el río St. Marys, que a su vez desemboca en el lago Hurón. A continuación, el agua fluye hacia el sur hasta el río St. Clair, en Port Huron, Míchigan y Sarnia, Ontario. La vía fluvial de los Grandes Lagos continúa desde allí hasta el Lago St. Clair; el río Detroit y Detroit, Míchigan; hasta el lago Erie y de ahí -a través del lago Ontario y el río San Lorenzo- hasta el océano Atlántico.
Al igual que los demás Grandes Lagos, se formó por el deshielo al retirarse los glaciares continentales hacia el final de la última glaciación. Antes de esto, el lago Hurón era una depresión de baja altitud por la que fluían los ríos Laurentino y Huroniano, hoy enterrados; el lecho del lago estaba surcado por una gran red de afluentes de estas antiguas vías fluviales, y muchos de los antiguos canales aún son evidentes en los mapas batimétricos.
El Alpena-Amberley Ridge es una antigua cresta bajo la superficie del lago Hurón, que va desde Alpena, Míchigan, al suroeste de Point Clark, Ontario.

## Historia

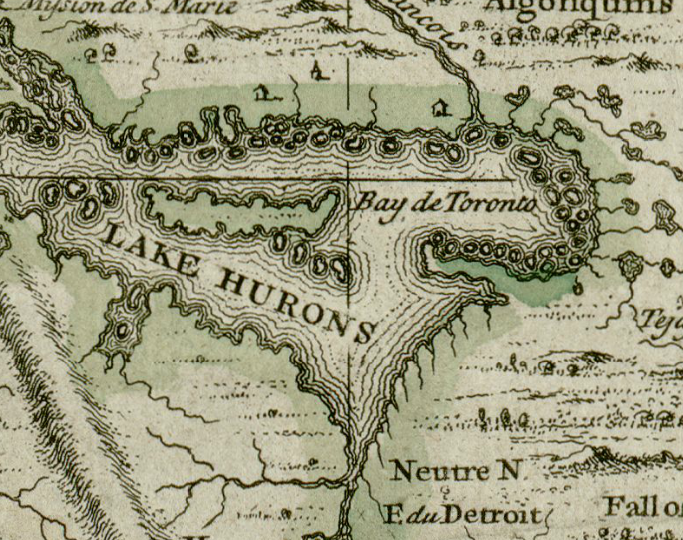
Mapa británico de 1680 del Lago Hurón.

Los primeros europeos que llegaron al lago Hurón fueron los exploradores franceses Étienne Brûlé, alrededor de 1612, y Samuel de Champlain, en 1615. Los misioneros jesuitas fundaron en el año 1630 una población, Saint Marie Among the Hurons, en la bahía de Georgia. Los franceses con frecuencia se referían al lago hurón como La Mer Douce (El mar de agua dulce). En 1656, un mapa francés hecho por el cartógrafo Nicolas Sanson, lo denomina como lago Karegnondi, palabra wyandoti que ha sido traducida de diferentes formas, tal como "Mar de Agua dulce", "lago de los hurones" o simplemente "lago".

## Naufragios
Se han registrado más de mil naufragios en el lago Hurón. De ellos, 185 se encuentran en la bahía de Saginaw y 116 en el 448 millas cuadradas (1160,3 km²) Santuario Marino Nacional de la bahía de Thunder. El Santuario Marino Nacional de la bahía de Thunder, creado en 2000. La bahía Georgian contiene 212 embarcaciones hundidas.
Supuestamente el primer barco europeo en navegar por los Grandes Lagos, Le Griffon, también se convirtió en el primer barco perdido en los Grandes Lagos. Construido en 1679 en la orilla oriental del lago Erie, cerca de Buffalo, Nueva York. Robert Cavalier, Sieur de la Salle navegó por el lago Erie, remontó el río Detroit, el lago St. Clair y el río St. Clair hasta el lago Hurón. Pasando el estrecho de Mackinac, La Salle tocó tierra en isla Washington, frente a la punta de la península Door en el lado de Wisconsin del lago Míchigan. La Salle llenó Le Griffon de pieles y a finales de noviembre de 1679 envió Le Griffon de vuelta al lugar de la actual Buffalo, para no volver a ser visto. Dos naufragios han sido identificados como Le Griffon, aunque ninguno de ellos ha sido verificado como el verdadero naufragio. El Le Griffon encalló antes de partir, arrastrado por una fuerte tormenta. Los habitantes de la isla de Manitoulin dicen que los restos del naufragio en el estrecho de Mississagi, en el extremo occidental de la isla, son los de Le Griffon. Mientras tanto, otros cerca de Tobermory, dicen que los restos del naufragio en la isla Russell, 150 millas (241,4 km) más al este en la Bahía Georgiana, son los de Le Griffon.

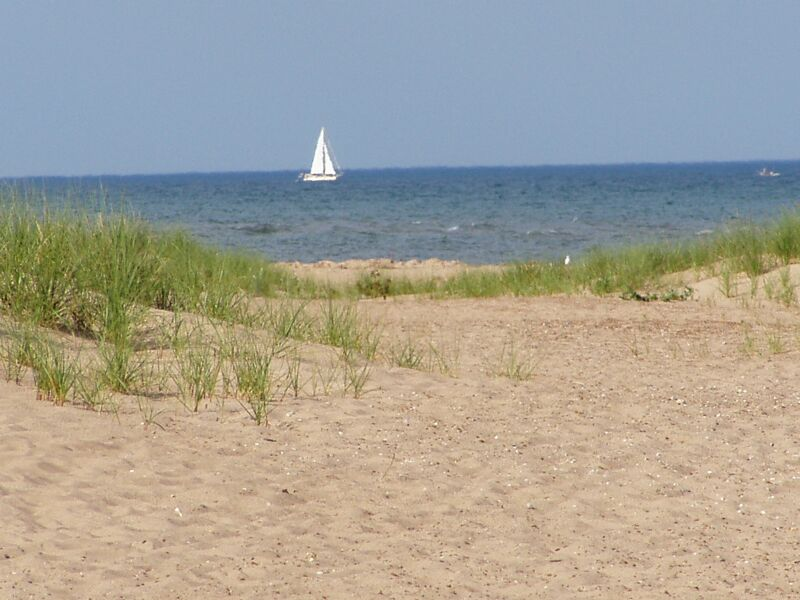
Vista del lago Hurón desde el Parque Estatal de East Tawas en la cabecera de la bahía de Saginaw
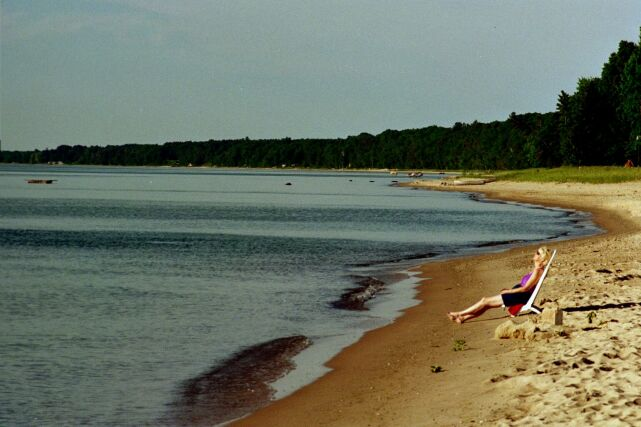
Playa de Harrisville en el Lago Hurón
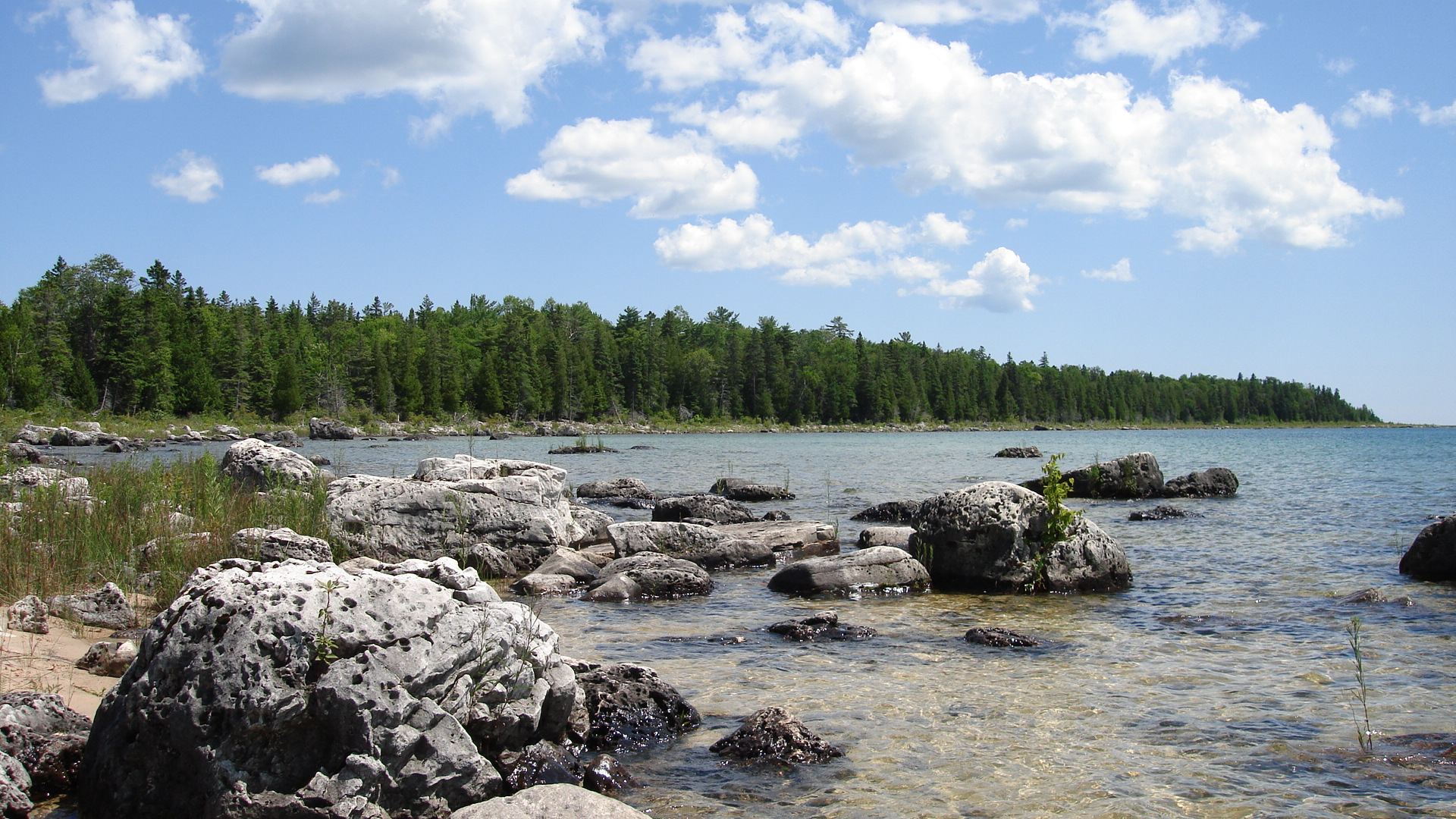
Vista de la orilla rocosa del lago Hurón desde el este de Port Dolomite, Michigan, en la península superior

### Tormenta de 1913
El 9 de noviembre de 1913, la tormenta de los Grandes Lagos de 1913 en el lago Hurón hundió 10 barcos y más de 20 fueron llevados a tierra.  La tormenta, que duró 16 horas, causó la muerte de 235 marineros.
El Matoa, un carguero de hélice de 2.311 toneladas de registro bruto, había pasado entre Port Huron, Míchigan, y Sarnia, Ontario, poco después de medianoche. El 9 de noviembre, poco después de las seis de la mañana, el Senator remontó la corriente. Menos de una hora después, Manola -un carguero de hélice de 2.325 ton brutas también construido en Cleveland en 1890- pasó por allí. El capitán Frederick W. Light, del Manola, informó de que tanto las estaciones meteorológicas canadienses como las estadounidenses habían colocado banderas de tormenta en sus torres meteorológicas. A las 7:00 de la mañana del domingo, el Regina zarpó de Sarnia en medio del vendaval del noroeste. Las advertencias llevaban en pie cuatro horas. El Manola pasó al Regina frente a Port Sanilac, 35 km lago arriba. El capitán Light decidió que, si seguía empeorando, buscaría refugio en Harbor Beach, Míchigan, a otros 48 km del lago. Allí, podría refugiarse detrás del rompeolas. Antes de llegar a Harbor Beach, los vientos cambiaron al noreste y el lago empezó a subir. Era mediodía cuando llegó a Harbor Beach y corrió en busca de refugio. 
Las olas eran tan violentas que el Manola tocó fondo al entrar en el puerto. Con ayuda de un remolcador, el Manola se amarró al muro de rompiente con ocho cabos. Eran alrededor de las 3:00 de la tarde cuando el Manola fue asegurado y la tripulación se preparó para echar el ancla. Mientras trabajaban, los cables empezaron a romperse por la presión del viento contra el casco. Para evitar encallar, mantuvieron la proa contra el viento con los motores funcionando de la mitad a tope por turnos, aun así el barco siguió a la deriva 800 pies (243,8 m) antes de que se detuviera su movimiento. Las olas que rompían sobre el barco dañaron varias ventanas, y la tripulación declaró haber visto cómo se desprendían partes del muro de contención de hormigón al golpearlo las olas. Mientras tanto, cincuenta millas más arriba en el lago, el Matoa y el capitán Hugh McLeod tuvieron que capear el temporal sin un puerto seguro. El Matoa quedó varado en el arrecife de Port Austin cuando amainaron los vientos.
Pasó el mediodía del lunes antes de que amainaran los vientos y no fue hasta las 23:00 horas de esa noche cuando el capitán Light determinó que era seguro continuar su viaje. Aunque el Manola sobrevivió a la tormenta, fue rebautizado como Mapledawn en 1920, y el 24 de noviembre de 1924 quedó varado en la isla Christian en Georgian Bay. Fue declarado siniestro total. Los rescatadores pudieron recuperar aproximadamente 75.000 fanegas de cebada.

## Ecología

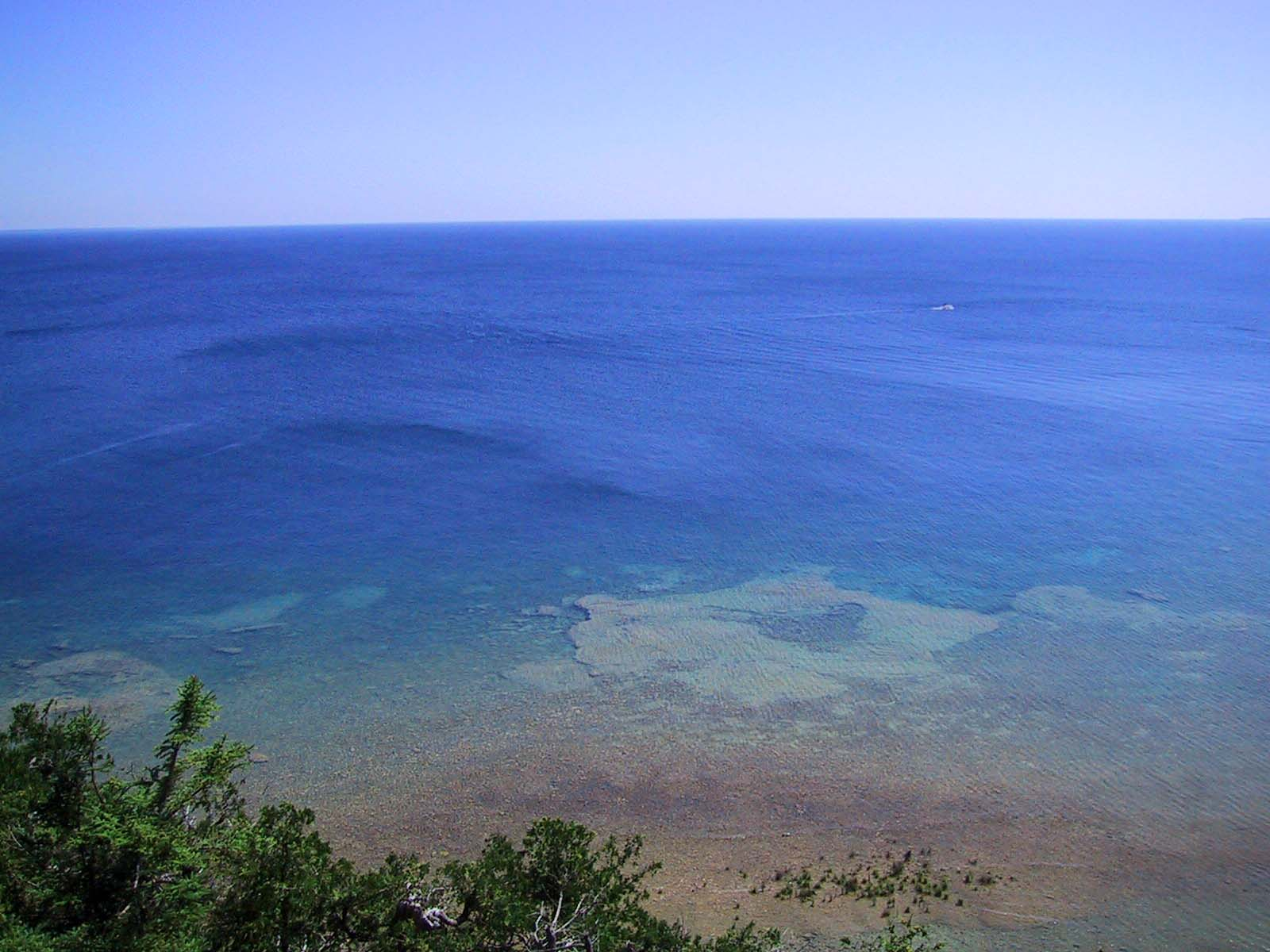
El lago Hurón visto desde Arch Rock en la isla Mackinac

El lago Hurón tiene un tiempo de retención lacustre de 22 años. Como todos los Grandes Lagos, la ecología del lago Hurón ha sufrido cambios drásticos en el último siglo. Originalmente, el lago mantenía una comunidad de peces nativos de aguas profundas dominada por la trucha de lago, que se alimentaba de varias especies de ciscos, así como de escúas y otros peces nativos. Varias especies invasoras, como la lamprea marina, la alevita y el eperlano arco iris, se hicieron abundantes en el lago en la década de 1930. El principal depredador nativo, la trucha de lago, fue prácticamente exterminados del lago en 1950 por una combinación de sobrepesca y efectos de la lamprea marina. Varias especies de ciscos también fueron exterminados del lago en la década de 1960; el único cisco autóctono que queda es el Coregonus hoyi. Desde la década de 1960 se han repoblado en el lago salmones del Pacífico no autóctonos, y también se han repoblado truchas de lago en un intento de rehabilitar la especie, aunque se ha observado poca reproducción natural de las truchas repobladas.
El lago Hurón ha sufrido recientemente la introducción de una serie de nuevas especies invasoras, como los mejillones cebra y quagga, la pulga de agua espinosa (Bythotrephes longimanus) y los gobios redondos. La comunidad de peces demersales del lago se encontraba en estado de colapso en 2006, y se han observado una serie de cambios drásticos en la comunidad de zooplancton del lago. Las capturas de salmón chinook también se han reducido mucho en los últimos años, y el corégono de lago se ha vuelto menos abundante y está en mala condición. Estos cambios recientes pueden atribuirse a las nuevas especies exóticas.